# چبیرادز
چبیرادز (به لاتین: Trzebieradz) یک سکونتگاه مسکونی در لهستان است که در Gmina Świerzno واقع شده‌است.